# Papaipema linda
Papaipema linda är en fjärilsart som beskrevs av Bird 1916. Papaipema linda ingår i släktet Papaipema och familjen nattflyn. Inga underarter finns listade i Catalogue of Life.